# فستوكة أناضولية
الفستوكة الأناضولية (باللاتينية: Festuca anatolica) نوع نباتي يتبع جنس الفستوكة من الفصيلة النجيلية.

## الموئل والانتشار
موطنها تركيا.

## الوصف النباتي
النبات عشبي معمر.